# Thajský ridgeback
Thajský ridgeback (thajsky ไทย หลัง อาน, anglicky Thai Ridgeback) je thajské psí plemeno, původně využívané pro lov zejména ve východním Thajsku. Jedná se o jedno ze dvou plemen s ridgem, které uznává Mezinárodní kynologická federace (FCI) – druhým je rhodéský ridgeback. Právě pruh „protichůdné“ srsti na hřbetě, zvaný jako ridge/ridž, je pro plemeno typický.

## Historie
Thajský ridgeback je velmi staré plemeno s nejasným původem a předky. Tito psi dříve sloužili jako doprovod obchodních vozů a k jejich hlídání. Důvodem, proč si plemeno uchovalo po tak dlouhou dobu svůj původní vzhled, je nízká kvalita komunikací ve východním Thajsku. Toto plemeno se proto nemohlo křížit s jinými plemeny. První podložené zmínky o plemeni se objevily v knihách krále Songthana. V těchto knihách byl thajský ridgeback popisován jako “krátkosrstý pes s hřebenem na zádech, se vztyčenýma ušima a s ocasem, který nese vzhůru jako meč”. Byly objeveny i jeskyně, dnes známé jako Tum-Pra-Toon. V těchto thajských jeskyních bylo nalezeno velké množství kreseb znázorňujících tehdejší každodenní život a právě i thajského ridgebacka. V tropických částech Thajska dodnes žijí i psi Šanzu, ti jsou thajským ridgebackům velmi podobní, ale jejich příbuznost není prokázána.
V roce 1975 byl sepsán první standard a plemeno bylo uznáno FCI. Až do roku 2000 nebylo mimo Thajsko skoro vůbec známé. Americký cestovatel Jack Sterling na ně narazil v Bangkoku a několik jedinců přivezl do Kalifornie. Oficiální zkratka pro toto plemeno v České republice je TR.

## Povaha
Thajský ridgeback je ostražitý pes, jehož zájem si majitelé získávají těžko, protože je velmi sebevědomý, tvrdohlavý a pyšný. Se správnou výchovou a dominantním majitelem je ale ke své rodině velmi přátelský, miluje ji a ochraňuje. Je věrný a se změnami v rodině se těžko smiřuje. Také je odvážný.
S dětmi vychází dobře a jejich hry mu nevadí, ale jeho uši jsou citlivé na doteky, a proto dítě před setkáním seznamte i s tím, jak se ke psu chovat.
Má sklony pronásledovat rychle se pohybující předměty, nevyjímaje cyklisty nebo domácí zvířata, proto s nimi nemusí vždy dobře vycházet. Na seznamování s jinými psy se musí pomalu, protože kvůli jeho dominantnosti může dojít k potyčkám o vrcholné místo v rodinné hierarchii.
Je to dobrý hlídač. K cizím je nedůvěřivý a pokud cítí, že je něco s novou návštěvou v nepořádku, může na ni i zaútočit v domnění, že jde o zloděje.

## Péče
Srst thajského ridgebacka je velmi krátká a přiléhavá. Není příliš odolná vůči zimě. Je bezúdržbová a líná 2× do roka, v této době je lepší ji kartáčovat častěji než obvykle. Voda srsti nijak neškodí.
Výcvik i výchova musejí být důsledné, ale nejlépe bez fyzických trestů. Potřebuje pravidelně procvičovat všechny naučené povely. Výcvik by měl vést někdo, kdo umí být dominantní a nad věcí, ne nervózní.
Ridgeback potřebuje aktivní pohyb, bez něj se bude nudit a svoji přebytečnou energii si bude ukládat do tuků, čímž by se později stal obézní a tlak celého těla na nohy by se zvýšil, což by mělo za následek problémy s klouby. Dalším následkem nudy je i to, že bude ničit vše, co mu přijde pod ruku. Baví ho veškerý pohyb, od obyčejného pohybu po plavání.

## Zdraví
Thajský ridgeback patří ke zdravým plemenům. Objevit se u něj mohou problémy s pohybovým aparátem, a to zejména dysplazie kyčelního a loketního kloubu, které se také vyšetřují při uchovnění. Štěně byste si měli vybírat po zdravých rodičích, můžete tak snížit riziko, ale dívejte se v rodokmenu i na další generace. Dále je vhodné podávat preventivně kloubní výživu jako doplněk stravy.
U tohoto plemene se může objevit kožní problém nazývaný dermoid sinus. Jedná se kůži vchlípenou do tkání, které se nachází pod ní, podle toho jak hluboko sahá, se rozlišuje několik typů. Jedná se o dědičné onemocnění, a proto jsou jedinci s tímto defektem vyloučeni z chovu. Může se chirurgicky odstranit, i tak ale nesmí být daný pes použit v chovu, protože je riziko, že předá tento problém svým potomkům.